# Keminmaa
Keminmaa (do 1979 Kemin maalaiskunta) – gmina w Finlandii, położona w północnej części kraju, należąca do regionu Laponia, podregionu Kemi–Tornio. Centrum administracyjnym jest wieś Laurila. Populacja w 2022 roku wynosiła 7771 osób. Powierzchnia gminy wynosi 648,13 km², w tym 627,17 km² stanowi ląd.

## Wsie
Gminę tworzą następujące wsie:
- Hirmula
- Hyypiö
- Ilmola
- Itäkoski
- Jokisuu
- Juokua
- Kallinkangas
- Keminsuu
- Lassila
- Laurila
- Lautiosaari
- Liedakkala
- Länsikoski
- Maula
- Puukkokumpu
- Pörhölä
- Sompujärvi
- Törmä
- Viitakoski

## Herb
Keminmaa przejęła herb od Kemin maalaiskunta. Przedstawia on srebrnego skaczącego łososia z kłódką w pysku na czerwonym tle. Herb został zaprojektowany przez Ahti Hammara i został przyjęty w 1955 roku.